# Eparquia de Kanjirappally
A Eparquia de Kanjirappally (Latim:Eparchia Kanjirapallensis) é uma eparquia pertencente a Igreja Católica Siro-Malabar com rito Siro-Malabar. Está localizada na cidade de Kanjirappally, no estado de Querala, pertencente a Arquieparquia de Changanacherry na Índia. Foi fundada em 26 de fevereiro de 1977 pelo Papa Paulo VI. Com uma população católica de 176.131 habitantes, sendo 11,7% da população total, possui 148 paróquias com dados de 2020.

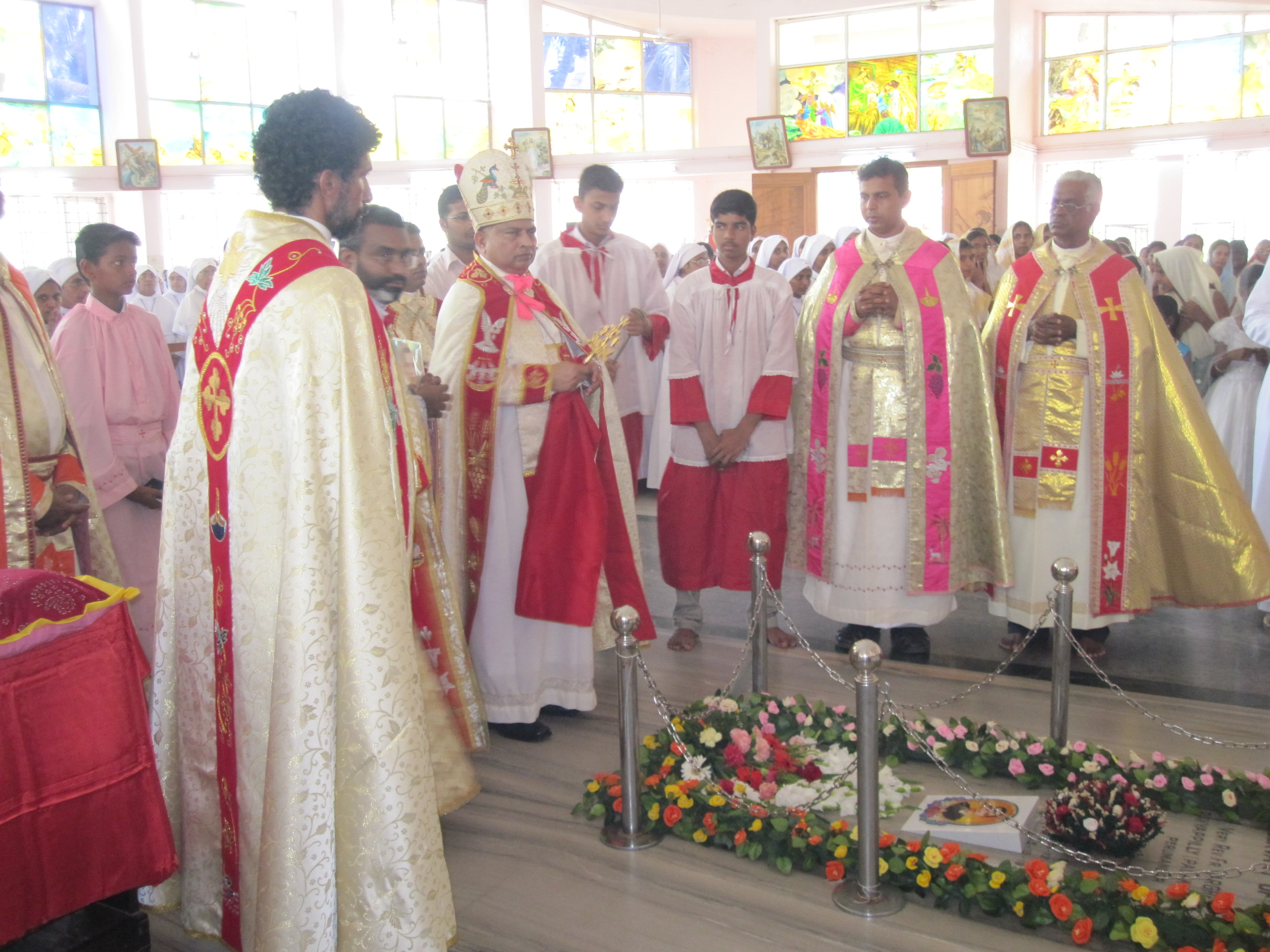
Bispo Kanjirappally Mar Mathew Arackal na tumba de Mar Varghese Payyappilly Palakkappilly

## História
Em 26 de fevereiro de 1977 o Papa Paulo VI cria através do território da Arquieparquia de Changanacherry e da Eparquia de Palai a Eparquia de Kanjirappally. Desde sua fundação em 1977 pertence a Igreja Católica Siro-Malabar, com rito Siro-Malabar.

## Lista de eparcas
A seguir uma lista de bispos desde a criação do eparquia em 1977.
|                          | Nome                     | Período                  | Notas                                 |
| Eparcas de Kanjirappally | Eparcas de Kanjirappally | Eparcas de Kanjirappally | Eparcas de Kanjirappally              |
| ------------------------ | ------------------------ | ------------------------ | ------------------------------------- |
| 4º                       | Jose Pulickal            | 2020 - atual             |                                       |
| 3º                       | Mathew Arackal           | 2000 - 2020              |                                       |
| 2º                       | Mathew Vattackuzhy       | 1986 - 2000              |                                       |
| 1º                       | Joseph Powathil          | 1977 - 1985              | Nomeado arquieparca de Changanacherry |